# Fünfwundenkreuz (Freiburg im Breisgau)

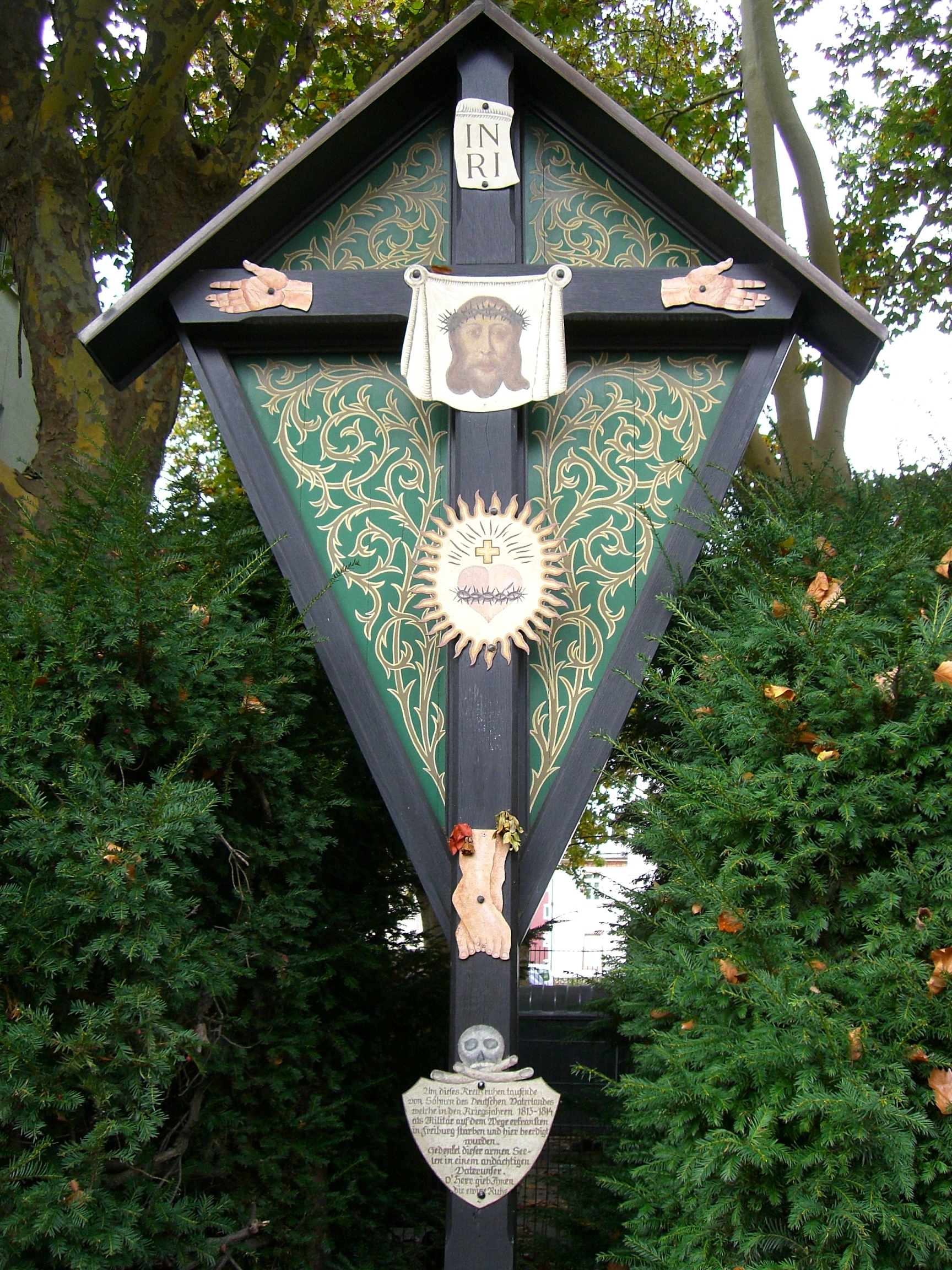
Fünfwundenkreuz an der Eschholzstraße in Freiburg im Breisgau

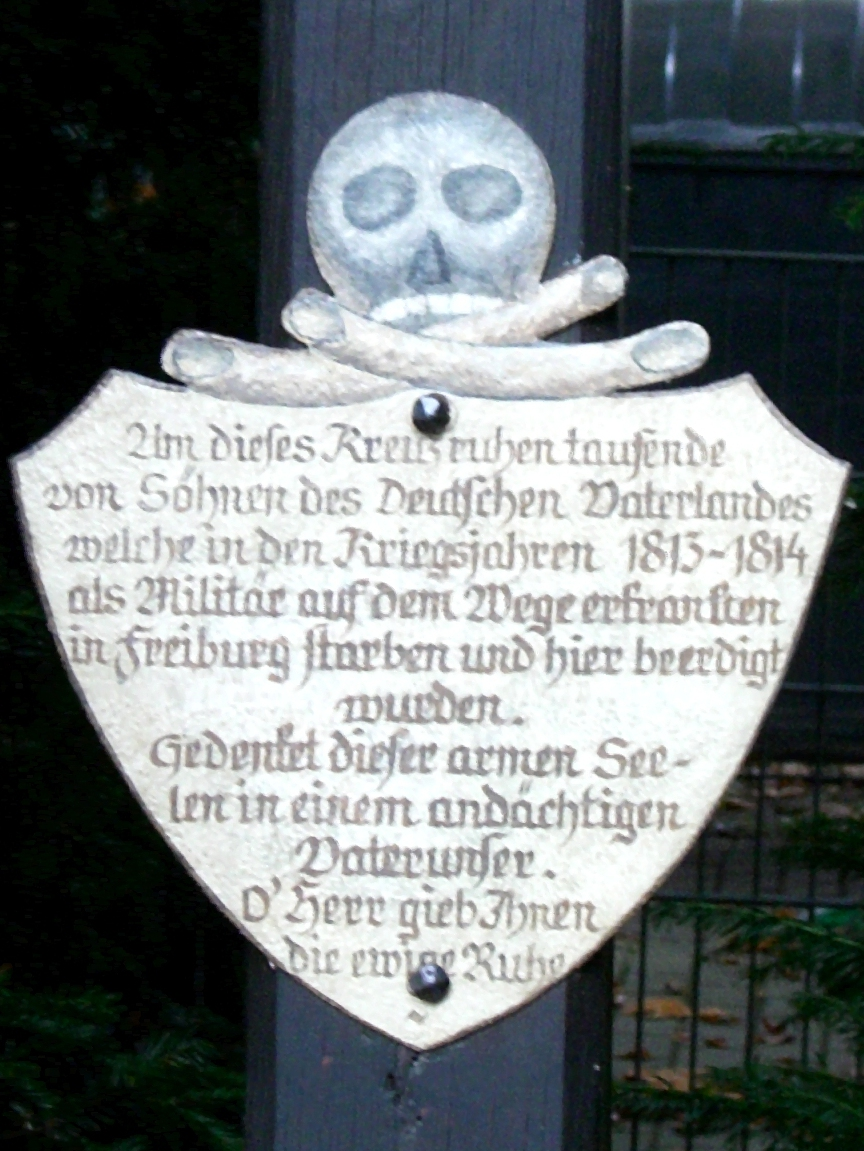
Tafel mit Inschrift zu den Jahren 1813–1814

 Durch  Fünfwundenkreuze wird im Freiburger Stadtteil Stühlinger eines besonderen historischen Ereignisses gedacht und im Stadtteil Herdern der Schutz Gottes erbeten.

## Fünfwundenkreuz Stühlinger
Das Kreuz von Fünfwundenkreuz-Typus besteht aus Holz dunkel lackiert und ist mit 5 Metallplaketten versehen, die die Wundmale Christi darstellen. Der Künstler, der das Kreuz schuf, ist unbekannt. Das Bild des Kopfes ist angelehnt an Darstellungen des Schweißtuchs der Veronika. Drei weitere Tafeln zeigen die Darstellung der an das Kreuz genagelten Hände und Füße. Eine weitere Tafel in der Mitte des Kreuzes stellt das Heiligste Herz Jesu dar. Am unteren Ende des Kreuzes hängt eine Plakette mit einer Inschrift unter einem Totenkopf und Gebeinen. Hinterlegt ist es mit einer Rautung mit Arabesken in Schlaggold auf Grün, und es ist überdacht.
Die Entstehung des Kreuzes lässt sich auf die Zeit um 1816 zurückführen. Es bestehen darüber hinaus auch Hinweise auf Bestattungen bereits um das Jahr 1680.
Eindeutig ist der Bezug zu den Jahren 1813–1814 durch den Text der unteren Tafel: 

„Um dieses Kreuz ruhen tausende von Söhnen des Deutschen Vaterlandes welche in den Kriegsjahren 1813–1814 als Militär auf dem Wege erkrankten in Freiburg starben und hier beerdigt wurden. Gedenket dieser armen Seelen in einem andächtigen Vaterunser. O' Herr gieb Ihnen die ewige Ruhe.“

Im Rahmen der Befreiungskriege gegen Napoleon war Freiburg und seine Umgebung eine Durchgangsstation sowie eine Sammelstelle alliierter Truppen (v. a. Österreicher, Bayern und Württemberger sowie Russen). Schätzungsweise mussten mehr als 500.000 Soldaten versorgt werden. Als Folge der schlechten hygienischen Zustände kam es unter den Soldaten zum Ausbruch von Ruhr und Fleckfieber. Um eine weitere Verbreitung der Epidemie zu behindern, wurden im Bereich des heutigen Metzgergrün und des Gewann Eschholz Bestattungen in Massengräbern vorgenommen. Im Gedenken an die damaligen Opfer kam es vermutlich 1816 zur Stiftung des Kreuzes durch das Kloster Adelhausen.
Mit der sich nach Westen ausdehnenden Bebauung des Gebietes westlich der 1845 neu entstandenen Bahnlinie Offenburg – Basel begann die Geschichte von mehreren Versetzungen der Gedenkstätte an verschiedene Stellen im Stühlinger. Das Kreuz wurde zunehmend als störend empfunden. Als Folge dessen entsprang die Überlegung das Kreuz, das sich seinerzeit wahrscheinlich auf dem Grundstück des Unternehmens Brenzinger & Cie. befand, an die westliche Chorwand der neuen Herz-Jesu-Kirche zu versetzen. 1907 wurde das Kreuz gar als materiell und künstlerisch wertlos angesehen. 1908 kam es zu einer geringfügigen Versetzung des Kreuzes. Im Jahr 1920 wurde es auf Kosten des Unternehmers Heinrich Brenzinger restauriert und 1925 nach einer weiteren Stiftung Brenzingers mit einem Betonsockel versehen. In der weiteren Zeit übernahm der Lokalverein Freiburg-Stühlinger die Unterhaltung des Kreuzes. In den fünfziger Jahren erfolgte die Versetzung an den heutigen Standort am Eingang der ehemaligen Kreispflegeanstalt, westlich der Eschholzstraße.

## Fünfwundenkreuz Herdern

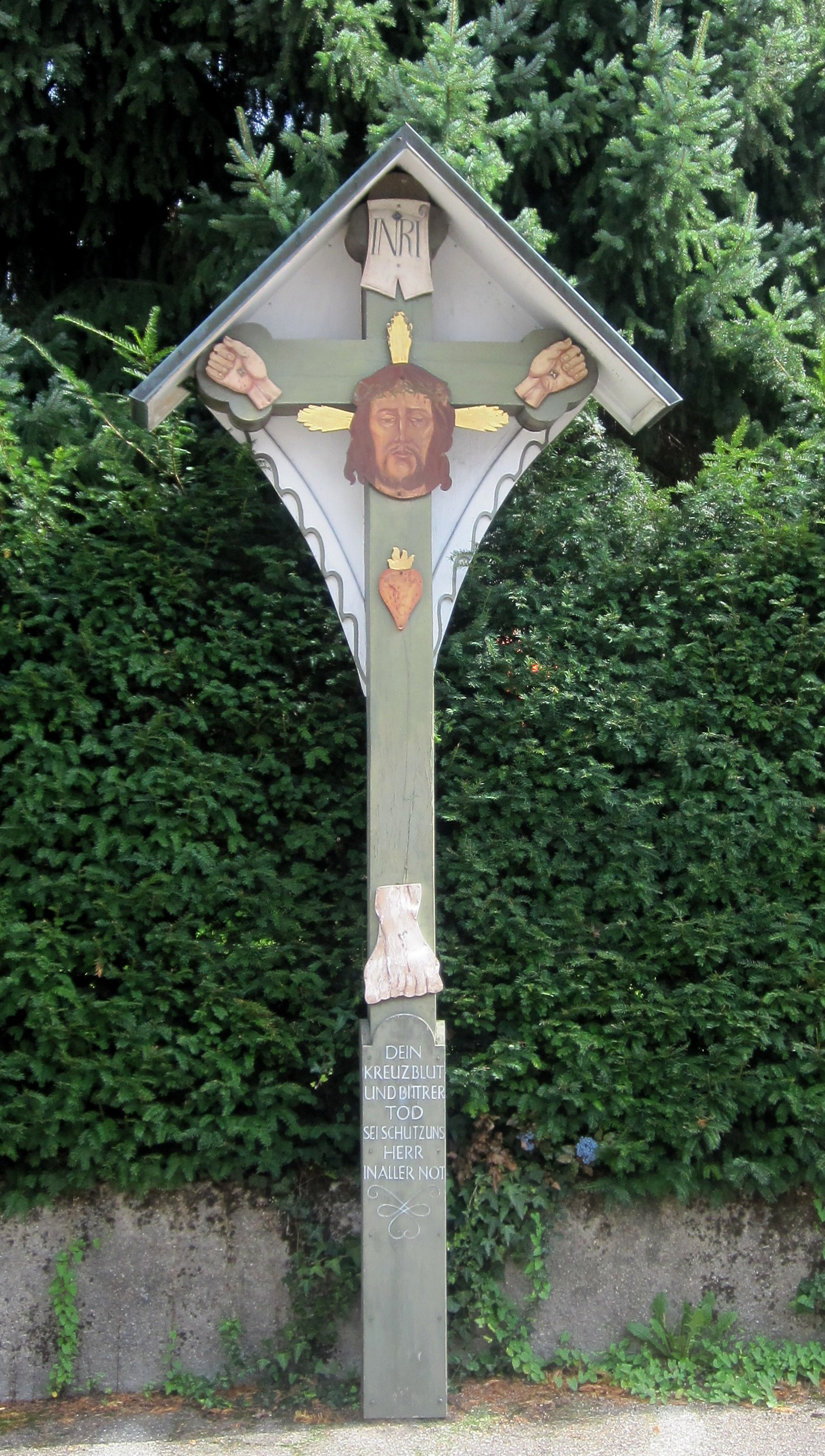
Fünfwundenkreuz Herdern

In der Richard-Strauß-Straße steht ein weiteres Fünfwundenkreuz mit der Aufschrift 

„Dein Kreuzblut und bitterer Tod sei Schutz uns Herr in aller Not“

Die Gestaltung stimmt mit dem in der Eschholzstraße überein, wobei es hier keine gestalterische Anlehnung an das Schweißtuch der Veronika gibt.